# Colman Domingo
Colman Jason Domingo (Filadelfia, 28 novembre 1969) è un attore statunitense.
Nel corso della sua carriera ha ricevuto due candidature al Premio Oscar come miglior attore protagonista rispettivamente per la sua interpretazione nei film Rustin (2023) e Sing Sing (2024). Inoltre, ha ottenuto due candidature al Golden Globe, al Premio BAFTA, al Critics Choice Award e allo Screen Actors Guild Award e una vittoria al Premio Emmy per il suo ruolo nella serie televisiva Euphoria. Per il suo lavoro a Broadway in veste di attore e produttore ha ricevuto due candidature al Tony Award.

## Biografia
Nato a Filadelfia, Pennsylvania, ha studiato presso la Temple University, ottenendo una laurea in giornalismo.
Dichiaratamente omosessuale, è sposato con Raúl Domingo dal 2014.

## Carriera
Dopo aver conseguito la laurea si trasferisce a San Francisco, dove ha iniziato a recitare, soprattutto in produzioni teatrali. Si fa notare per i ruoli di Mr. Franklin Jones, Joop e Mr. Venus nel musical rock Passing Strange portato in scena a Broadway e off-Broadway. Ha partecipato anche all'adattamento cinematografico diretto da Spike Lee nel 2009.
Nel 2010 è autore e interprete della commedia teatrale autobiografica A Boy and His Soul, portato in scena off-Broadway al Vineyard Theater, per cui ha vinto un Lucille Lortel Award e un GLAAD Award oltre ad ottenere candidature ai Drama Desk Award e Drama League Award. Domingo ha inoltre interpretato a Broadway il ruolo di Billy Flynn nel musical Chicago. Per la sua interpretazione nel musical The Scottsboro Boys ha ottenuto una candidatura al Tony Award al miglior attore non protagonista in un musical.
Per il cinema ha recitato in film come Lincoln di Steven Spielberg, The Butler - Un maggiordomo alla Casa Bianca di Lee Daniels e Selma - La strada per la libertà di Ava DuVernay, in quest'ultimo ha interpretato il ruolo di Ralph Abernathy. Per la televisione ha avuto un ruolo ricorrente nella serie televisiva The Knick ed ha avuto il ruolo di Victor Strand nella serie televisiva Fear the Walking Dead, ruolo inizialmente ricorrente nella prima stagione che poi è diventato regolare dalla seconda. Nel 2022 ha vinto il Premio Emmy per la miglior guest star in una serie drammatica per Euphoria. Nel 2023 ottiene la sua prima candidatura al Golden Globe, nella sezione miglior attore in un film drammatico, per la sua interpretazione in Rustin.
Nel 2024 viene annunciato che interpreterà Joe Jackson, il padre e primo manager di Michael Jackson, nel biopic Michael in uscita nel 2025.

## Filmografia

### Attore

#### Cinema
- Ali bruciate (Around the Fire), regia di John Jacobsen (1998)
- Fino a prova contraria (True Crime), regia di Clint Eastwood (1999)
- Il colore del crimine (Freedomland), regia di Joe Roth (2006)
- Miracolo a Sant'Anna (Miracle at St. Anna), regia di Spike Lee (2008)
- Passing Strange, regia di Spike Lee (2009)
- Red Hook Summer, regia di Spike Lee (2012)
- Lincoln, regia di Steven Spielberg (2012)
- 42 - La vera storia di una leggenda americana (42), regia di Brian Helgeland (2013)
- All Is Bright, regia di Phil Morrison (2013)
- The Butler - Un maggiordomo alla Casa Bianca (The Butler), regia di Lee Daniels (2013)
- Gli invisibili (Time Out of Mind), regia di Oren Moverman (2014)
- Selma - La strada per la libertà (Selma), regia di Ava DuVernay (2014)
- The Birth of a Nation - Il risveglio di un popolo (The Birth of a Nation), regia di Nate Parker (2016)
- Il primo match (First Match), regia di Olivia Newman (2018)
- Assassination Nation, regia di Sam Levinson (2018)
- Se la strada potesse parlare (If Beale Street Could Talk), regia di Barry Jenkins (2018)
- Lucy in the Sky, regia di Noah Hawley (2019)
- Ma Rainey's Black Bottom, regia di George C. Wolfe (2020)
- Zola, regia di Janicza Bravo (2020)
- Candyman, regia di Nia DaCosta (2021)
- Senza rimorso (Without Remorse), regia di Stefano Sollima (2021)
- Rustin, regia di George C. Wolfe (2023)
- Il colore viola (The Color Purple), regia di Blitz Bazawule (2023)
- Sing Sing, regia di Greg Kwedar (2023)
- Drive-Away Dolls, regia di Ethan Coen (2024)
- The Running Man, regia di Edgar Wright (2025)
- Michael, regia di Antoine Fuqua (2026)

#### Televisione
- Nash Bridges – serie TV, 4 episodi (1997-2000)
- Law & Order - I due volti della giustizia (Law & Order) – serie TV, episodi 14x17-19x06 (2004-2008)
- Law & Order - Il verdetto (Law & Order: Trial by Jury) – serie TV, episodio 1x13 (2006)
- Law & Order: Criminal Intent – serie TV, episodi 5x20-9x07 (2006-2010)
- The Knick – serie TV, 5 episodi (2015)
- Fear the Walking Dead – serie TV, 71 episodi (2015-2023)
- Horace and Pete – serie web, episodio 1x08 (2016)
- Lucifer – serie TV, episodio 1x09 (2016)
- Timeless – serie TV, episodio 1x12 (2017)
- Euphoria – serie TV, 5 episodi (2019-2022)
- The Madness, regia di Stephen Belber e V. J. Boyd – miniserie TV, 8 puntate (2024)
- The Four Seasons, regia di Tina Fey, Lang Fisher e Tracey Wigfield – miniserie TV, 8 puntate (2025)

### Regista
- Fear the Walking Dead – serie TV, episodio 6x03 (2020)
- The Four Seasons – serie TV,  episodio 1x06 (2025)

### Doppiatore

#### Cinema
- Transformers - Il risveglio (Transformers: Rise of the Beasts), regia di Steven Caple Jr. (2023)
- Ruby Gillman - La ragazza con i tentacoli (Ruby Gillman, Teenage Kraken), regia di Kirk DeMicco e Faryn Pearl (2023)
- The Electric State, regia di Anthony e Joe Russo (2025)

#### Serie animate
- Il vostro amichevole Spider-Man di quartiere (Your Friendly Neighborhood Spider-Man) – serie animata (2025-in corso)

### Produttore
- It's What's Inside, regia di Greg Jardin (2024)

## Teatro (parziale)

### Attore
- La dodicesima notte di William Shakespeare. Theatre Rhinoceros di San Francisco (1995)
- Sogno di una notte di mezza estate di William Shakespeare. San Francisco Shakespeare Festival di San Francisco (1997)
- Romeo e Giulietta di William Shakespeare. Shakespeare Santa Cruz di Santa Cruz (1999)
- I due gentiluomini di Verona di William Shakespeare. Shakespeare Santa Cruz di Santa Cruz (1999)
- Fences di August Wilson. TheatreWorks di Palo Alto (2000)
- La bisbetica domata di William Shakespeare. California Shakespeare Theater di Orinda (2000)
- Pene d'amor perdute di William Shakespeare. California Shakespeare Theater di Orinda (2000)
- Il racconto d'inverno di William Shakespeare. California Shakespeare Theater di Orinda (2002)
- Enrico V di William Shakespeare. Delacorte Theater di New York (2003)
- Tutto è bene quel che finisce bene di William Shakespeare. California Shakespeare Theater di Orinda (2004)
- Passing Strange di Stew. Public Theater dell'Off-Broadway (2007), Belasco Theatre di Broadway (2008)
- The Wiz di Charlie Smalls e William F. Brown. New York City Center di New York (2009)
- The Scottsboro Boys di David Thompson, John Kander e Fred Ebb. Lyceum Theatre di Broadway (2010), Young Vic (2013) e Garrick Theatre di Londra (2014)
- Chicago di John Kander, Fred Ebb e Bob Fosse. Ambassador Theatre di Broadway (2010)

### Librettista
- Summer, colonna sonora di Donna Summer. Lunt-Fontanne Theatre di Broadway (2018)

### Produttore
- Fat Ham di James Ijames. American Airlines Theatre di Broadway (2023)

## Riconoscimenti
- Premio Oscar
  - 2024 – Candidatura al migliore attore per Rustin[3]
  - 2025 – Candidatura al miglior attore per Sing Sing
- Golden Globe
  - 2024 – Candidatura al migliore attore in un film drammatico per Rustin[4]
  - 2025 – Candidatura al miglior attore in un film drammatico per Sing Sing
- Premio Emmy
  - 2022 – Miglior attore ospite in una serie drammatica per Euphoria
  - 2025 – Candidatura al miglior attore non protagonista in una serie commedia per The Four Seasons
- Premio BAFTA
  - 2024 – Candidatura al miglior attore protagonista per Rustin[5]
  - 2025 – Candidatura al miglior attore protagonista per Sing Sing
- Black Reel Awards
  - 2010 – Candidatura al miglior cast cinematografico per Passing Strange
  - 2015 – Miglior cast cinematografico per Selma
  - 2022 – Miglior attore non protagonista per Zola
- Critic's Choice Movie Awards
  - 2021 – Candidatura al miglior cast cinematografico per Ma Rainey's Black Bottom
  - 2024 – Candidatura al migliore attore per Rustin[6]
  - 2025 – Candidatura al miglior attore per Sing Sing
- Gotham Independent Film Awards
  - 2021 – Candidatura alla miglior interpretazione non protagonista per Zola
  - 2024 – Miglior interpretazione protagonista per Sing Sing[7]
- Premio Laurence Olivier
  - 2014 – Candidatura alla miglior interpretazione non protagonista in un musical per The Scottsboro Boys
- NAACP Image Awards
  - 2021 – Miglior cast cinematografico per Ma Rainey's Black Bottom
  - 2021 – Candidatura al miglior attore non protagonista per Ma Rainey's Black Bottom
  - 2023 – Candidatura alla miglior interpretazione ospite in una serie per Euphoria
  - 2024 – Migliore attore protagonista in un film per Rustin[8]
  - 2024 – Migliore attore non protagonista in un film per Il colore viola
  - 2024 – Candidatura al miglior cast cinematografico per Rustin
  - 2024 – Miglior cast cinematografico per Il colore viola
  - 2024 – Candidatura al miglior intrattenitore dell'anno
- Saturn Awards
  - 2022 – Candidatura al miglior attore televisivo per Fear the Walking Dead
- Satellite Award
  - 2024 – Candidatura al miglior attore in un film drammatico per Rustin[9]
  - 2025 –  Miglior attore in un film drammatico per Sing Sing
- Screen Actors Guild Awards
  - 2021 – Candidatura al miglior cast cinematografico per Ma Rainey's Black Bottom
  - 2024 – Candidatura al miglior attore cinematografico per Rustin
  - 2024 – Candidatura al miglior cast cinematografico per Il colore viola
  - 2025 – Candidatura al miglior attore cinematografico per Sing Sing
- Tony Awards
  - 2011 – Candidatura al miglior attore protagonista in un musical per The Scottsboro Boys
  - 2023 – Candidatura alla migliore opera teatrale per Fat Ham[10]

## Doppiatori italiani
Nelle versioni in italiano delle opere in cui ha recitato, Colman Domingo è stato doppiato da:
- Fabrizio Vidale in Ali bruciate, Lincoln
- Roberto Draghetti in The Butler - Un maggiordomo alla Casa Bianca, Se la strada potesse parlare
- Massimo Bitossi in Euphoria, Drive-Away Dolls
- Simone Mori in Rustin, The Madness
- Marco Panzanaro in Law & Order: Criminal Intent
- Franco Mannella in Selma - La strada per la libertà
- Enzo Avolio in The Knick
- Enrico Di Troia in Fear the Walking Dead
- Pino Insegno in The Birth of a Nation - Il risveglio di un popolo
- Pasquale Anselmo in Lucifer
- Natale Ciravolo in Lucy in the Sky
- Dario Oppido in Ma Rainey's Black Bottom
- Andrea Lavagnino in Candyman
- Alessandro Ballico in Senza rimorso
- Alberto Angrisano ne Il colore viola
- Stefano Crescentini in The Four Seasons

Da doppiatore è sostituito da:
- Roberto Fidecaro in Transformers - Il risveglio
- Simone Mori in Ruby Gillman - La ragazza con i tentacoli
- Davide Marzi in The Electric State
- Alberto Angrisano in Il vostro amichevole Spider-Man di quartiere